# Stenogyne kealiae
Stenogyne kealiae är en kransblommig växtart som beskrevs av Heinrich Wawra. Stenogyne kealiae ingår i släktet Stenogyne och familjen kransblommiga växter. Inga underarter finns listade i Catalogue of Life.